# Gòrgies de Leontins
Gòrgies o Gòrgias de Leontins (grec antic: Γοργίας, llatí: Gorgias; 483–375 aC) fou un orador i filòsof de l'antiga Grècia. Nasqué a Leontins (Sicília) cap a l'any 485 aC (era més gran d'edat que l'orador Antifont, que va néixer vers el 480 aC o el 479 aC). Hom li atribueix una vida de més de cent anys i hauria mort una mica després de Sòcrates. Fou germà del metge Heròdic, que també va gaudir de certa fama. Va tenir, suposadament, alguns enfrontaments personals amb Plató.
Diversos doxògrafs informen que va ser deixeble d’Empèdocles, tot i que només devia ser uns anys més jove. WKC Guthrie escriu que «Com altres sofistes, era un itinerant que practicava en diverses ciutats i feia exhibicions públiques de la seva habilitat als grans centres panhel·lènics d'Olímpia i Delfos, i cobrava tarifes per la seva instrucció i actuacions. Una característica especial de les seves exhibicions era fer preguntes diverses al públic i donar respostes improvisades». Ha estat anomenat Gòrgies el Nihilista, tot i que el grau en què aquest epítet descriu adequadament la seva filosofia és controvertit.
Entre les seves afirmacions destacades hi ha el fet que va trasplantar la retòrica de la seva Sicília natal a l'Àtica i va contribuir a la difusió del dialecte àtic com a llengua de la prosa literària.

## Biografia
Gòrgies va néixer c. 483 aC a Lentini, una colònia calcídica a l'est de Sicília que estava aliada amb Atenes. El nom del seu pare era Carmàntides. Tenia un germà anomenat Heròdic, que era metge, i de vegades l'acompanyava durant els seus viatges. També tenia una germana, el nom de la qual no es coneix, però el net de la qual va dedicar una estàtua daurada al seu oncle gran a Delfos. No se sap si Gòrgies es va casar o va tenir fills. Es diu que Gòrgies va estudiar amb el filòsof sicilià Empèdocles d'Acragas (c. 490 - c. 430 aC), però no se sap quan, on, durant quant de temps ni de quina manera. També podria haver estudiat amb els retòrics Corax de Siracusa i Tisias, però se sap molt poc d'aquests dos homes, ni tampoc res de la seva relació amb Gorgies.
No se sap quin paper va poder tenir Gòrgies en la política de la seva ciutat natal, Lentini, però se sap que, l'any 427 aC, quan tenia uns seixanta anys, va ser enviat a Atenes pels seus conciutadans com a cap d'una ambaixada per demanar protecció atenenca contra l'agressió dels siracusans. Tant a Atenes com en altres ciutats gregues tingué gran influència pel seu saber i les seves qualitats oratòries. Segons Aristòtil, entre els seus deixebles hi havia Isòcrates. Altres alumnes seus són esmentats en llibres posteriors. La Suda hi afegeix Pèricles, Polos d'Acragant i Alcidamant, Diògenes Laerci cita Antístenes, i Filòstrat d'Atenes diu: «Sé que atreia l'atenció dels personatges més admirats, Críties i Alcibíades, que encara eren joves, i Tucídides i Pèricles, que ja eren grans. Agató d'Atenes, el poeta tràgic, les comèdies del qual tenen fama de sàvies i eloqüents, també fa servir sovint l'estil de Gòrgies en els seus versos iàmbics». Com que era molt valorat i guanyava força diners, es deia que havia encomanat una estàtua d'or per a un temple públic. Va tornar a Leontins i després un altre cop a Grècia, i va viure els seus darrers anys a Atenes i a Larisa de Tessàlia. Els grecs li van dedicar una estàtua al temple d'Apol·lo a Delfos (Matsen, Rollinson and Sousa, 33).
Després del 427 aC, sembla que Gorgies es va establir a la Grècia continental, vivint en uns quants punts de diverses ciutats-estat, com ara Atenes i Larisa. Era conegut per pronunciar oracions als festivals panhel·lènics i es descriu com algú que va ser "destacat" a Olímpia. No hi ha cap registre supervivent de cap paper que pogués haver jugat en l'organització dels festivals.
L'ocupació principal de Gorgies era la de professor de retòrica. Segons Aristòtil, entre els seus estudiants hi havia Isòcrates. (Altres estudiants són nomenats en tradicions posteriors; la Suda afegeix Pèricles, Polus i Alcidames, Diògenes Laerci esmenta Antístenes, i segons Filòstrat, «entenc que va atreure l'atenció dels homes més admirats, Críties i Alcibíades que eren joves, i Tucídides i Pèricles que ja eren vells. També Agató, el poeta tràgic, a qui la Comèdia considera savi i eloqüent, sovint gorgianitza en els seus versos iàmbics»). A més, tot i que no es descriuen com a estudiants seus, es creu que Gòrgies va influir en els estils de l'historiador Tucídides, el dramaturg tràgic Agató, el metge Hipòcrates, el retòric Alcidames i el poeta i comentarista Licofró.
Es diu que Gorgias va viure fins als cent vuit anys (Matsen, Rollinson i Sousa, 33). Es va guanyar admiració per la seva capacitat de parlar sobre qualsevol tema (Matsen, Rollinson i Sousa, 33). Va acumular una riquesa considerable; suficient per encarregar una estàtua d'or d'ell mateix per a un temple públic. Després del seu discurs pític, els grecs van instal·lar una estàtua d'or massís d'ell al temple d’Apol·lo a Delfos (Matsen, Rollinson i Sousa, 33). Va morir a Larissa, a Tessàlia.

## Creences
Tingué relació amb Empèdocles, amb qui les seves ensenyances assoliren una ressonància extraordinària. Influí en Sòcrates quant a la seva manera de parlar i expressar-se. Nega qualsevol mena de veritat objectiva i també les normes morals, que són diferents en cada poble i que canvien. El seu escepticisme va més enllà que el de Protàgores.
Destacà a causa d'aquest tema, de la importància de la paraula i de l'art de la retòrica, que ensenya a manejar-la. Segons Gòrgies, la paraula és l'únic capaç de transformar la realitat, car és la que la inventa, la modifica i la comunica.
El propòsit de les seves argumentacions és mostrar el caràcter d'aparença de la realitat i la naturalesa empírica o sensible del coneixement.
Mitjançant un seguit de dilemes va mostrant com rebutja les posicions de l'oponent.
Educat a l'escola d'Èlea (Parmènides), sembla que defensava tres tesis (conegudes com la triple negació de Gòrgies):
1. No existeix res.
2. Si existís alguna cosa, no es podria conèixer.
3. Si existís alguna cosa i es pogués conèixer, no es podria comunicar.

Amb aquesta triple negació, hom l'ha considerat un nihilista.
Per ell, la veritat és la capacitat de persuadir amb la paraula.
Tot i que potser Gòrgies es desinteressà bastant de la política (teòrica i pràctica), és indubtable que les tesis d'aquest sofista influïren sobre el pensament polític de personatges com Alcidamant, Càl·licles, Polos i Aspàsia de Milet.
En tot cas, és un fet històric que Gòrgies escriví un discurs oratori que, un cop pronunciat (potser per ell mateix) davant l'assemblea d'Atenes, convencé la capital grega per fer, amb èxit, la guerra contra Siracusa (en defensa de la ciutat de Leontins). L'èxit d'aquesta empresa bèl·lica feu augmentar notablement la fama de Gòrgies com a orador davant dels atenesos.
La seva ànsia per exhibir la seva habilitat retòrica el portà fins a l'absurd, defensant amb arguments causes sense sentit fent-les aparèixer com a raons de pes. En conseqüència, cadascun dels seus llibres defensava posicions que, paradoxalment, solien ser impopulars. El caràcter teatral dels escrits de Gòrgies és un exemple que, per a ell, el fet de defensar un argument o un altre només és un joc, en què fa servir recursos estilístics com la paròdia, comparacions artificioses i teatralitat (Consigny, 149). El seu estil es podria descriure com a poètic sota la mètrica (poiêsis-minus-meter). Segons ell, les paraules tenen un poder de persuasió (dýnamis) equivalent al dels déus o al de les forces de la natura. En el seu llibre Encomium, basat en la llegenda d'Helena de Troia, Gòrgies compara l'efecte de les paraules sobre l'ànima amb el de les drogues sobre el cos: «Algunes causen dolor, d'altres alegria, algunes causen sensació de por, d'altres mouen l'audiència cap a l'audàcia, d'altres fan entumir i encisen l'ànima amb persuasió maligna».(Gòrgies, 32)
També va donar molta importància als sons de les paraules, que podien captivar l'audiència o suggestionar-la com en una hipnòsi (Herrick, 42).
Altres obres retòriques de Gòrgies són: Defensa de Palamedes, basat en el personatge de l'Odissea d'Homer (McComiskey, 47-49), i Epitafis. Aquest text es va fer servir durant els segles posteriors (Consigny, 2). Fora de la retòrica, va escriure Sobre la natura, obra també coneguda com a Sobre el que és i el que no és, vers el 444 aC.

## Rebuda i llegat

### A l'antiguitat
Plató va ser un dels més crítics de Gòrgies i estudiant de Sòcrates. L'aversió de Plató per les doctrines sofístiques és ben coneguda, i és en el seu diàleg epònim on tant el mateix Gòrgies com les seves creences retòriques són ridiculitzats (McComiskey 17).
En el seu diàleg Gòrgies, Plató distingeix entre filosofia i retòrica, i caracteritza Gorgies com un orador superficial i oportunista que entreté el seu públic amb les seves paraules eloqüents i que creu que no cal aprendre la veritat sobre els assumptes reals quan s'ha descobert l'art de la persuasió. En el diàleg, Gòrgies respon a una de les afirmacions de Sòcrates de la següent manera: «La retòrica és l'única àrea d'expertesa que has d'aprendre. Pots ignorar tota la resta i encara superar els professionals!» (Plató 24).
Gòrgies, l'obra del qual Sobre la no-existència es considera crítica amb la tradició eleàtica i el seu fundador Parmènides, descriu la filosofia com un tipus de seducció, però no la nega completament, i atorga cert respecte als filòsofs.
Plató respon a Gòrgies reafirmant l'ideal parmenideu que l'ésser és la substància bàsica i la realitat de la qual es componen totes les coses, insistint que la filosofia és una dialèctica diferent i superior a la retòrica (Wardy 52).
Aristòtil també critica Gòrgies, titllant-lo de simple sofista l'objectiu principal del qual és guanyar diners semblant savi i intel·ligent, enganyant així el públic mitjançant arguments enganyosos o sofístics.
Malgrat aquestes representacions negatives, l'estil retòric de Gorgies va ser molt influent. La defensa d'Helena de Gòrgies va influir en l'Helena d’Eurípides  i la seva defensa de Palamedes va influir en el desenvolupament de l'argument dicànic occidental, incloent-hi possiblement fins i tot la versió de Plató de l'Apologia de Sòcrates.

### Rebuda moderna
Durant gairebé tota la història occidental, Gòrgies ha estat una figura marginada i obscura tant en el pensament filosòfic com en la cultura en general. Al segle xix, però, escriptors com el filòsof alemany Georg Wilhelm Friedrich Hegel (1770–1831) i el classicista anglès George Grote (1794–1871) van començar a treballar per rehabilitar Gòrgies i els altres sofistes de la seva antiga reputació de xarlatans sense escrúpols que ensenyaven a la gent com persuadir els altres utilitzant la retòrica per a causes injustes. Ja l'any 1872, el filòsof anglès Henry Sidgwick (1838–1900) ja l'anomenava visió antiga. Les fonts modernes continuen afirmant que l'antic estereotip dels sofistes no és exacte.
Des de finals del segle xx, l'interès acadèmic per Gòrgies ha augmentat dràsticament i la quantitat d'investigacions realitzades sobre ell fins i tot comença a rivalitzar amb la investigació sobre el seu contemporani, tradicionalment més pròxim, Parmènides. L'estil d'escriptura distintiu de Gòrgies, ple d'antítesi i llenguatge figurat, s'ha vist com un presagi del desenvolupament posterior de la sàtira menipea, així com, més darrerament, els gèneres manierisme, grotesc i carnavalesc. Diversos estudiosos fins i tot han argumentat que els pensaments de Gòrgies sobre la naturalesa de coneixement, llenguatge i veritat presagien les opinions dels filòsofs moderns com Martin Heidegger, Jacques Derrida, Ludwig Wittgenstein, A. J. Ayer, Amélie Rorty i Stanley Fish. No obstant això, molts filòsofs acadèmics encara ridiculitzen qualsevol esforç per retratar Gòrgies com un pensador seriós.